# حركة تحرير يهود الاتحاد السوفيتي
حركة تحرير يهود الاتحاد السوفيتي هي حملة دولية لحقوق الإنسان دافعت عن حق يهود الاتحاد السوفيتي في الهجرة.
كانت أولى الجهود المنظمة تتمثل في كفاح الطلاب من أجل يهود الاتحاد السوفيتي التي أسسها يعقوب بيرنبوم في جامعة يشيفا عام 1964. كذلك تم تشكيل اتحاد المجالس من أجل يهود الاتحاد السوفيتي عام 1970 ليكون المنظمة الأم التي تضم جميع الجماعات التي تعمل للحصول على حق الهجرة لليهود المضطهدين في الاتحاد السوفيتي.
تقوم بتمثيل الحركة في إسرائيل وكالة ناتيف، وهي وكالة سرية تسعى لنشر قضية يهود الاتحاد السوفيتي وتشجيع هجرتهم إلى إسرائيل.